# Miss Me
Miss Me – singel Mohombiego promujący album MoveMeant, wydany 28 października 2010 nakładem wytwórni płytowej Island Records. Gościnny udział w nagraniu singla wziął Nelly. Utwór napisali i skomponowali RedOne, AJ Junior, Cornell Haynes, Ilya oraz sam wokalista. Za miksowanie utworu odpowiadał Robert Orton, a jego współproducentem został KNOCDOWN. 
Singel dotarł do 66. miejsca w publikowanym przez Official Charts Company brytyjskim zestawieniu UK Singles Chart. 

## Lista utworów
- Digital download[1]

1. „Miss Me” (Radio Edit) – 3:27

## Notowania
| Kraj            | Notowanie (2010) | Najwyższa pozycja |
| --------------- | ---------------- | ----------------- |
| Wielka Brytania | UK Singles Chart | 66                |